# Professor Sten Luthander Ingenjörsbyrå AB
Professor Sten Luthander Ingenjörsbyrå AB, förkortat LUTAB, var ett svenskt teknikkonsultföretag som grundades 1961 av Sten Luthander, som vid den tiden var professor i flygteknik vid Kungliga Tekniska Högskolan (KTH) i Stockholm. I januari 2008 förvärvades LUTAB av den finländska industrikonsultgruppen Etteplan och 2011 blev LUTAB en del av Etteplan.

## Historia
LUTAB grundades 1961 av Sten Luthander. LUTAB medverkade i snart sagt alla större utvecklingsprojekt inom flyget i Sverige sedan 1960-talet, från Saab 37 Viggen över SAAB 2000 och CARABAS till JAS 39 Gripen och olika UAV.
Hösten 2008 öppnade LUTAB en filial i Trollhättan.

## Kärnverksamhet
LUTAB:s kärnverksamhet delades in i fyra huvudområden:
- Flygteknik
- Beräkningar
- Systemsäkerhet
- Kravhantering

LUTAB:s kunder återfanns i både militär och civil sektor, och inom olika verksamhetsområden som verkstads- och processindustri, farkostanknuten industri, försvarsindustri samt myndigheter. Exempel på kunder var SAAB AB, Scania, FMV och Scandinavian Airlines System.